# Altered Perceptions
Altered Perceptions es una película estadounidense de ciencia ficción, terror y misterio de 2023, dirigida por Jorge Ameer, escrita por Wayne C. Dees, a cargo de la fotografía estuvo Zack Yan y los protagonistas son Oran Stainbrook, Sally Kirkland, Eric Roberts y Lance Guest, entre otros. Este largometraje fue producido por A.J.Productions y Dees Film Productions; se estrenó el 8 de junio de 2023.

## Sinopsis
Trata acerca de un hombre que viene del futuro, su objetivo es advertir a las personas sobre su realidad actual y su futura desaparición como especie.